# 撒里
撒里，又作撒立、撒里诺颜（Sali Noyan），蒙古帝国将领。塔塔儿部人。合剌·蒙格秃·兀赫（哈剌拔都）之子。
父亲哈剌拔都與兄长忽里，被忽蘭皇后所撫養。撒里开始是蒙哥汗统率下的一名战士，随蒙哥攻东胜堡等地，因为攻城骁勇，受赏赐，留作近侍，深受信任。蒙哥汗三年（1253年），受命率二万骑兵，与诸王秃儿花出征欣都思（今印度）、怯失迷儿（今克什米尔），获大量人口和战利品。继而进军伊朗，受西征统帅旭烈兀统辖。后受蒙哥之命留驻当地，成为伊利汗国武将。其子鄂爾多諾顏，襲職。